# Nicht-Spieler-Charakter

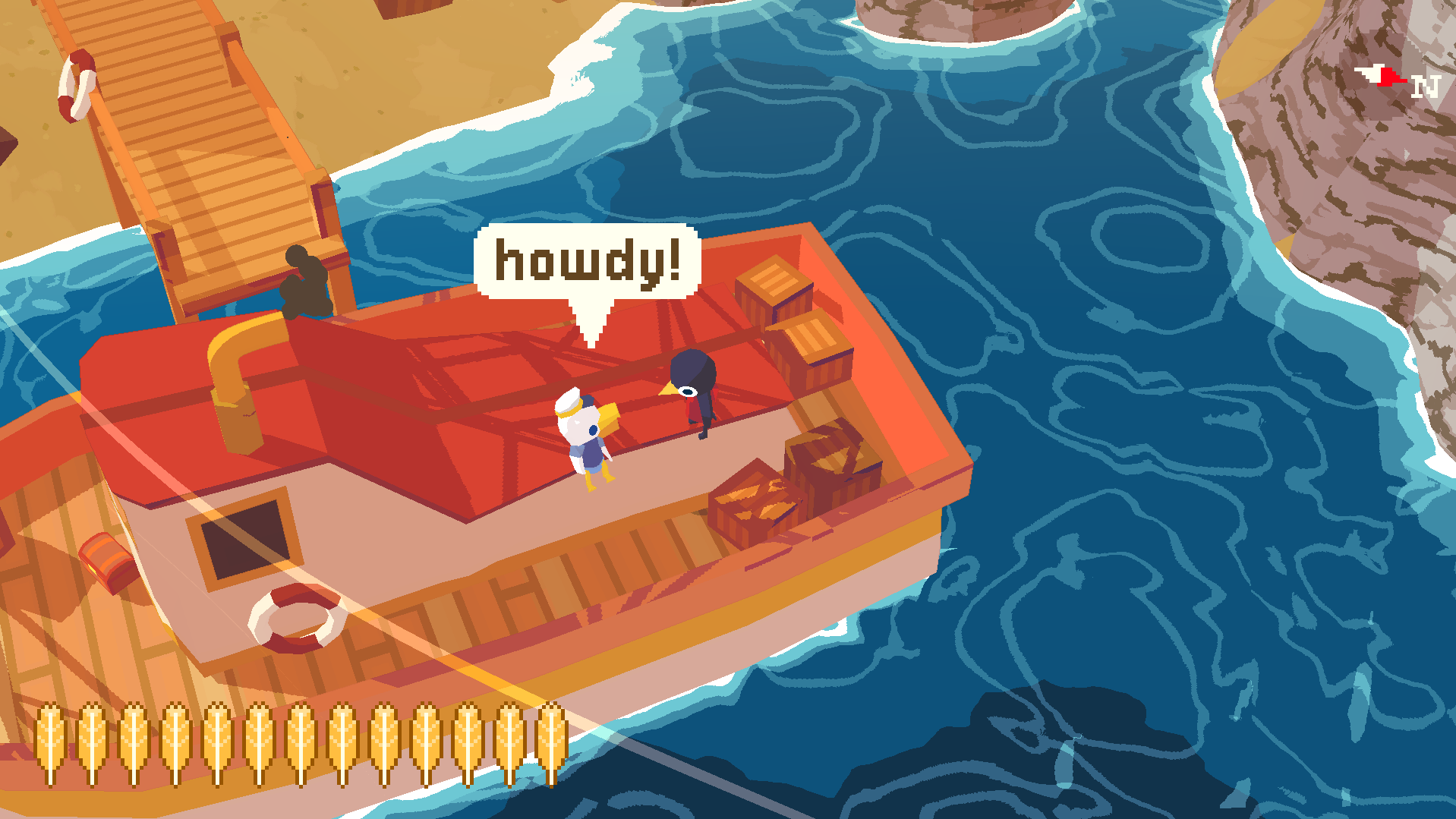
Ein Nicht-Spieler-Charakter grüßt den Spieler in dem Videospiel A Short Hike

Der Nicht-Spieler-Charakter (selten NSC) oder meist englisch non-player character (NPC) ist eine Klasse von Spielfiguren. Die aus dem Englischen entlehnte Bezeichnung basiert auf einem falschen Freund (englisch character in der Dramaturgie: ‚Rolle, Figur‘), wobei Nicht-Spieler-Figur die präzisere deutsche Übersetzung wäre. Der Begriff findet sich primär im Bereich der Rollenspiele, fasst aber grundsätzlich alle in Spielen vorkommenden Figuren zusammen, die nicht unmittelbar von einem Spieler geführt werden.
In Pen-&-Paper-Rollenspielen werden NPCs vom Spielleiter, in Computerspielen vom Computer gesteuert. In der darstellerischen Variante des Rollenspiels, dem LARP, werden NPCs durch Personen verkörpert.
Der Begriff umfasst Akteure der Handlung ebenso wie Statisten: Das beruht auf dem Konzept, dass die Spieler die Protagonisten des Spielverlaufs sind.

## Pen-&-Paper-Rollenspiele
Bei den Pen-&-Paper-Rollenspielen sind Nicht-Spieler-Charaktere ein gestalterisches Element der virtuellen Welt, vor deren Hintergrund das Spiel stattfindet. Sie werden vom Spielleiter beschrieben und dienen der Vermittlung von Hintergrundinformationen. Den Spielern kann durch die Wahl des Sprachstils, der Beschreibung der äußeren Erscheinung und der Umgangsformen zwischen mehreren NPCs ein Eindruck ihres Umfeldes vermittelt werden. Im Vordergrund steht aber die Interaktion mit den Spieler-Charakteren. Diese erfüllt unterschiedliche Funktionen, z. B. die einfache Unterhaltung der Spieler (Verwicklung in Kämpfe, Streitgespräche, Legen falscher Fährten, Situationen, die ein Eingreifen der SCs erforderlich machen), die Vermittlung von Schlüsselinformationen (durch gezielte Ansprechpartner oder beiläufig aufgeschnappte Unterhaltungen) und auch das Vorantreiben des Handlungsstranges (durch lenkende Aktionen eines NPCs, Offenbarung eines Widersachers, Eingreifen hoher Persönlichkeiten).

## Live-Rollenspiele
Im Live-Rollenspiel (LARP) werden Nicht-Spieler-Charaktere durch Personen verkörpert. Diese werden von der Spielleitung mit Hintergrundwissen und entsprechender Gewandung für ihre jeweilige Rolle versorgt und agieren in dem vorgegebenen Rahmen selbständig. Das Gegenteil zu einem NPC ist der sogenannte Spieler-Charakter (kurz: SC, oder PC von player character), dessen Entscheidungen und Handlungen fast ausschließlich durch den Spielerwillen gelenkt werden.
Im Live-Rollenspiel hat sich – hier vor allem bezogen auf die Darsteller – die Unterscheidung zwischen sogenannten Springer-NPCs und Festrollen etabliert. Während Festrollen-NPCs über einen längeren Zeitraum oder wiederkehrend in die Spielhandlung integriert sind, decken Springer-NPCs die kurzzeitig auftauchenden Figuren (Monster, Geisterscheinungen, „Passanten“ etc.) ab. Der Begriff spielt auf das Springen zwischen den verschiedenen Rollen je nach Bedarf an.

## Computerspiele
Nick Montfort, Professor für Digitale Medien am Massachusetts Institute of Technology, definiert NPCs in Computerspielen als computergesteuerte Charaktere, die innerhalb der Spielwelt simuliert werden, nicht komplett der direkten Kontrolle des Spielers unterstehen und nicht lediglich erwähnt werden. Abzugrenzen sind sie auch von den in Mehrspielerspielen eingesetzten Bots, die computergestützt die Stelle von menschlichen Spielern einnehmen und daher meist nur eingeschränkte Interaktionsmöglichkeiten haben. NPCs haben oft eine vor allem narrative Funktion: Mit ihnen kann der Spieler beispielsweise Gespräche führen, Handel treiben (in Computer-Rollenspielen üblich) oder Aufträge entgegennehmen, die den weiteren Verlauf des Spiels bestimmen. Manchmal müssen NPCs auch vom Spieler gegen Angriffe von Monstern geschützt oder durch gefährliche Gebiete eskortiert werden. Andere NPCs wiederum stehen ihrerseits dem Spieler als Unterstützung bei Kämpfen zur Seite.
Im Gegensatz zu Rollenspielen, in denen NPCs eher eine bildhafte Erscheinung haben (also auf dem Bildschirm eben als Solche dargestellt werden), werden sie in Echtzeitstrategiespielen üblicherweise nicht (bildlich) dargestellt, sondern meist nur NPCs genannt. Diese Nennung erfolgt im Allgemeinen nur in den Spieleinstellungen (bspw. im auch so genannten Skirmishmodus, aus englisch skirmish für „Gefecht“ oder „Auseinandersetzung“), wo etwa die Anzahl der Computergegner oder auch ihre Stärke (also der Schwierigkeitsgrad) festgelegt oder geändert werden kann. Als Beispiel sei hier etwa die Spielereihe Command & Conquer: Tiberium genannt, in welcher auch die in die Hintergrundgeschichte eingebundenen KIs EVA und CABAL gegen den (menschlichen) Spieler antreten.

## Außerhalb des Bereichs Spiele
Außerhalb der Computer- und Rollenspiele sind NPC-ähnliche Anwendungen von gesteuerten Rollen möglich: In Computersimulationen (z. B. für Massenverhalten) werden derartige Figuren auch virtuelle Agenten genannt, wobei jeder dieser Agenten einem NPC entspricht, d. h. jeder NPC besitzt seine eigenen Routine, einschließlich eigenem Verhalten.
Seit September 2018 verwenden einige Nutzer der Websites 4chan und Reddit den Begriff „NPC“ zur Diskreditierung politisch andersdenkender Menschen, insbesondere von Personen aus dem Umfeld des progressiven Liberalismus, der sogenannten liberals. Aufhänger war die Unterstellung, dass liberals unreflektiert Meinungen übernähmen. Aus dieser Umdeutung des Begriffs „NPC“ entwickelte sich ein Meme, das NPC-Meme.
In Deutschland landete „NPC“ auf dem 3. Platz in der Wahl zum Jugendwort des Jahres 2023.
In der Filmkomödie Free Guy wird der NPC Guy zum Helden.